# Keny Arkana

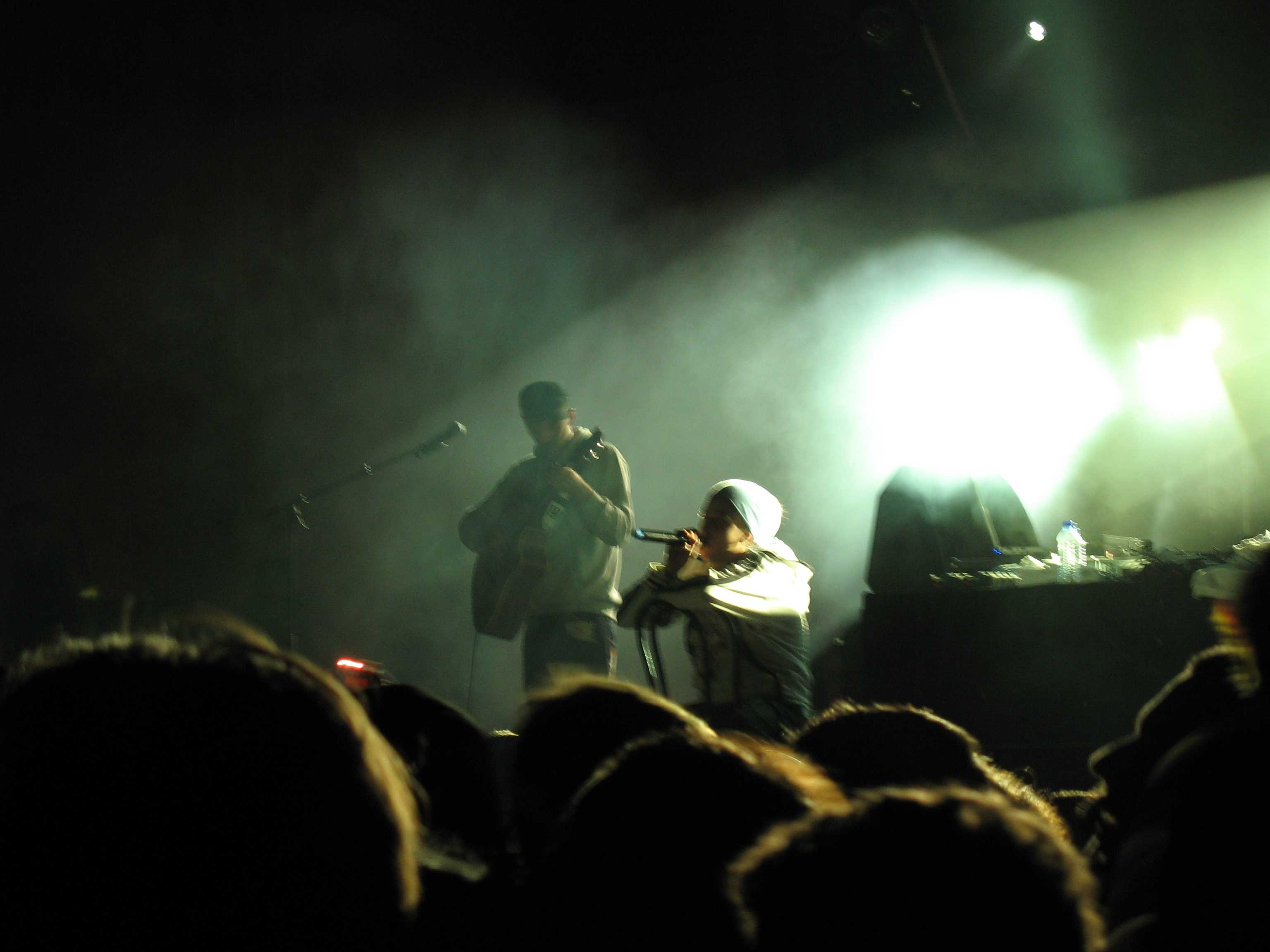
Keny Arkana framträder 2007 i Rennes

Keny Arkana, född 20 december 1982 i Boulogne-Billancourt utanför Paris, är en fransk rapartist. Hon är aktiv i den alternativa globaliseringsrörelsen tillsammans med La Rage Du Peuple, ett musikkollektiv som skapades 2004 i närheten av Noailles i Marseille.

## Biografi
Arkana föddes i Marseille i december 1982 av argentinska föräldrar. Arkana började rappa 1996 och skrev sina första texter vid 12 års ålder. Hon bildade kollektiven Mars Patrie och senare Etat-Major, och skaffar sig erfarenheter i Marseilles undergroundscen, vilket kulminerade i 2003 års release av Etat Majors första Mixtape.
Efter flera soloframträdanden på olika projekt, släpper Arkana sin första EP Le missil est Lance 2004. Hennes första album Entre ciment et belle étoile (mellan betong och stjärnor) släpptes i oktober 2006. Hennes första singel, La rage, släpptes 2006 och handlar om 2005 års oroligheter i Frankrike.
Arkana har också inlett en rad lokala sociala forum genom föreningen appel aux sans Voix (Uppmaning till det röstlösa folket)
L'Esquisse 2 är hennes senaste Street album och släpptes maj 2011.

## Diskografi

### Samarbeten
- 2003: Volume 1 (EP)

### Solo
- 2004: Le missil est lancé (EP)
- 2005: L'esquisse
- 2006: La rage (EP)
- 2006: Entre ciment et belle étoile (Album)
- 2008: Désobéissance (EP)
- 2011: L'Esquisse 2